# Calyptospora columnaris
Calyptospora columnaris är en svampart som beskrevs av J.G. Kühn 1886. Calyptospora columnaris ingår i släktet Calyptospora och familjen Pucciniastraceae.   Inga underarter finns listade i Catalogue of Life.